# Hippokratészi eskü

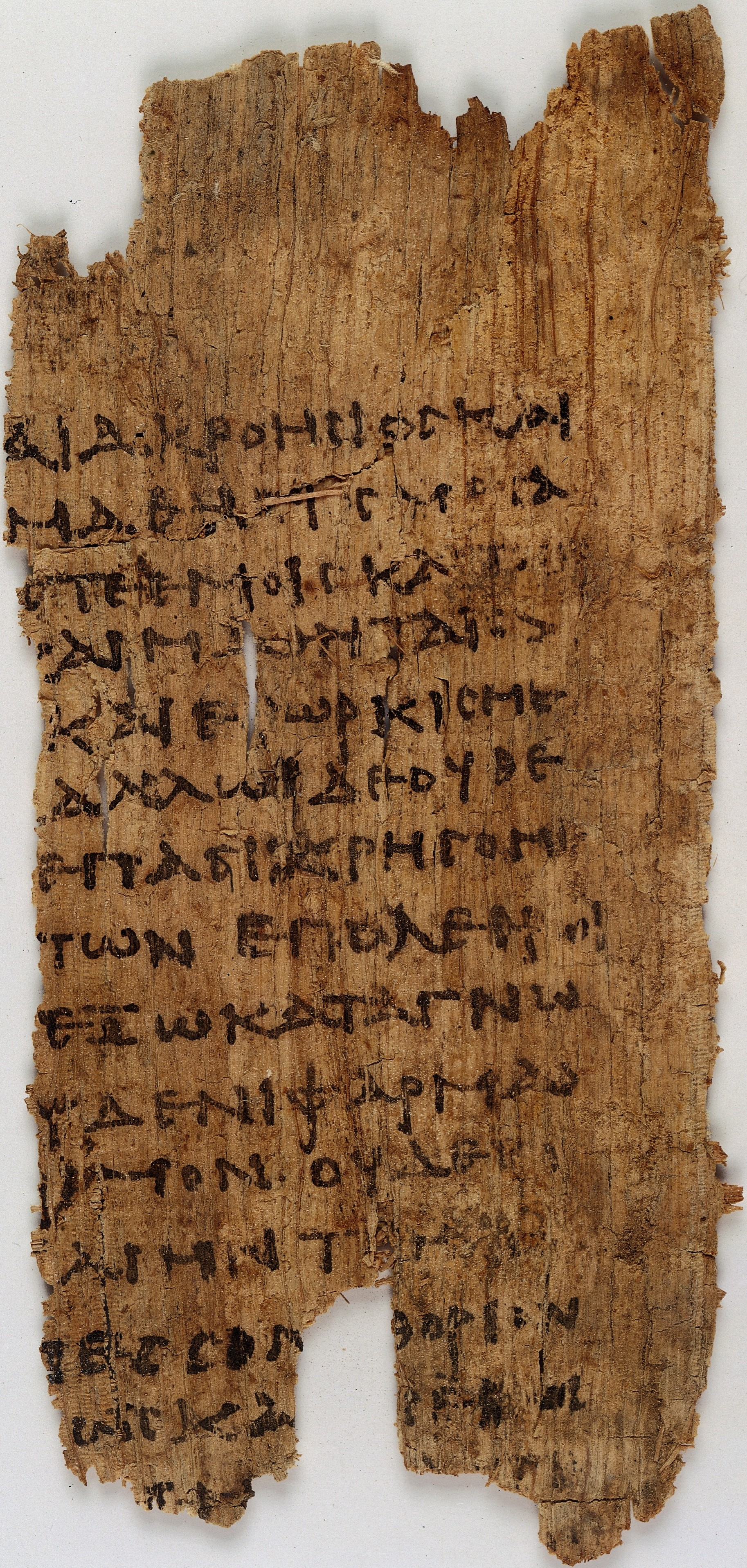
Az eskü részlete egy 3. századi dokumentumon

A hippokratészi eskü (latinul Hippocratis Jusjurandum) az ókori Görögországban keletkezett orvosi eskü, amelynek emelkedett szelleme a mai orvosi esküket is áthatja, az orvosi etika máig ható hivatkozási alapja.
Gyakran hivatkoznak rá mint a primum nil nocere elvre.

## Keletkezése
Az ókori Görögországban kialakult a világi orvoslás. Csak a megfelelő iskolát végzett világi személyek gyógyíthattak. Hippokratész volt az első orvos, aki rendszerbe foglalta és leírta az orvostudomány elméleti és gyakorlati alapjait, tudnivalóit. A nevét viselő eskü valószínűleg a őt megelőző időszakból (a Kr. e. VI. századból) származik, s a Kósz szigetén működő Aszklépiosz orvospapok fogadalmi szövege volt.

## Az eskü szövege
„Esküszöm a gyógyító Apollónra, Aszklépioszra és Hügieiára és Panakeiára és valamennyi istenre és istennőre, akiket ezennel tanúkul hívok, hogy minden erőmmel és tehetségemmel megtartom következő kötelességeimet: tanáromat akitől e tudományt tanultam, úgy fogom tisztelni, mint szüleimet, vagyonomat megosztom vele, s ha rászorul, tartozásomat lerovom; utódait testvéreimnek tekintem, oktatom őket ebben a tudományban, ha erre szentelik magukat, mégpedig díjtalanul; továbbá az orvosi tudományt áthagyományozom fiaimra és azokra, akik az orvosi esküt leteszik, másokra azonban nem. Tehetségemhez és tudásomhoz mérten fogom megszabni a betegek életmódját az ő javukra, és mindent elhárítok, ami ártana nekik. Senkinek sem adok halálos mérget, akkor sem ha kérik, és erre vonatkozólag még tanácsot sem adok. Hasonlóképpen nem segítek hozzá egyetlen asszonyt sem magzata elhajtásához. Tisztán és szentül megőrzöm életemet és tudományomat. Sohasem fogok hólyagkövet operálni, hanem átengedem ezt azoknak, akiknek ez a mesterségük. Minden házba a beteg javára lépek be, s őrizkedni fogok minden szándékos károkozástól, különösen férfiak és nők szerelmi élvezetre használatától, akár szabadok, akár rabszolgák. Amit kezelés közben látok vagy hallok – akár kezelésen kívül is a társadalmi érintkezésben, – nem fogom kifecsegni, hanem titokként megőrzöm. Ha ezt az eskümet megtartom és nem szegem meg: örvendhessek életem fogytáig tudományomnak, s az életnek, de ha esküszegő leszek, történjék ennek ellenkezője.”